# Itomyia lobata
Itomyia lobata är en tvåvingeart som beskrevs av Mitsuhiro Sasakawa 2005. Itomyia lobata ingår i släktet Itomyia och familjen lövflugor. Inga underarter finns listade i Catalogue of Life.